# Rue Beeckman
Pour les articles homonymes, voir Beeckman.
 (décembre 2023).
Si vous disposez d'ouvrages ou d'articles de référence ou si vous connaissez des sites web de qualité traitant du thème abordé ici, merci de compléter l'article en donnant les références utiles à sa vérifiabilité et en les liant à la section « Notes et références ».
La rue Beeckman est une artère du centre de la ville de Liège (Belgique) allant de la rue Darchis à la rue du Jardin botanique.

## Odonymie
La rue rend hommage à Guillaume de Beeckman qui fut plusieurs fois bourgmestre de Liège entre 1608 et 1631 et mourut en fonction.
La rue qui occupe les terrains de l'ancien couvent des Augustins a été percée en 1846.

## Description
Cette rue rectiligne et plate mesure environ 280 m. Elle applique un sens unique de circulation automobile de la rue Darchis vers la rue du Jardin botanique. 

## Architecture
La plupart des immeubles de la rue ont été érigés au cours de la seconde moitié du XIXe siècle dans le style néo-classique.

## Riverains
La section Éducation Physique de la Haute École de la Ville de Liège se situe au no 19.

## Voies adjacentes
- Rue Darchis
- Rue des Augustins
- Rue du Jardin botanique